# Ancerville (Meuse)
Ancerville [ɑ̃sɛʁvil] ist ein französischer Marktflecken und eine Gemeinde mit 2583 Einwohnern (Stand 1. Januar 2022) im Département Meuse in der Region Grand Est (bis 2015 Lothringen). Sie gehört zum Arrondissement Bar-le-Duc und zum Kanton Ancerville.

## Geografie
Die Gemeinde Ancerville liegt 20 Kilometer südwestlich von Bar-le-Duc und unmittelbar östlich der Stadt Saint-Dizier auf einer Höhe zwischen 147 und 251 m über dem Meeresspiegel. Im Süden des Gemeindegebietes von Ancerville verläuft der Canal entre Champagne et Bourgogne parallel zur Marne, die hier die Grenze zum Département Haute-Marne bildet.

## Geschichte
Der Name des Ortes leitet sich von dem lateinischen Anselmvilla ab, der Ort selbst wurde 1180 erstmals erwähnt. 

### Bevölkerungsentwicklung
| Jahr      | 1962 | 1968 | 1975 | 1982 | 1990 | 1999 | 2007 | 2019 |
| Einwohner | 2362 | 2560 | 2716 | 2833 | 2869 | 2726 | 2824 | 2662 |

## Verkehr

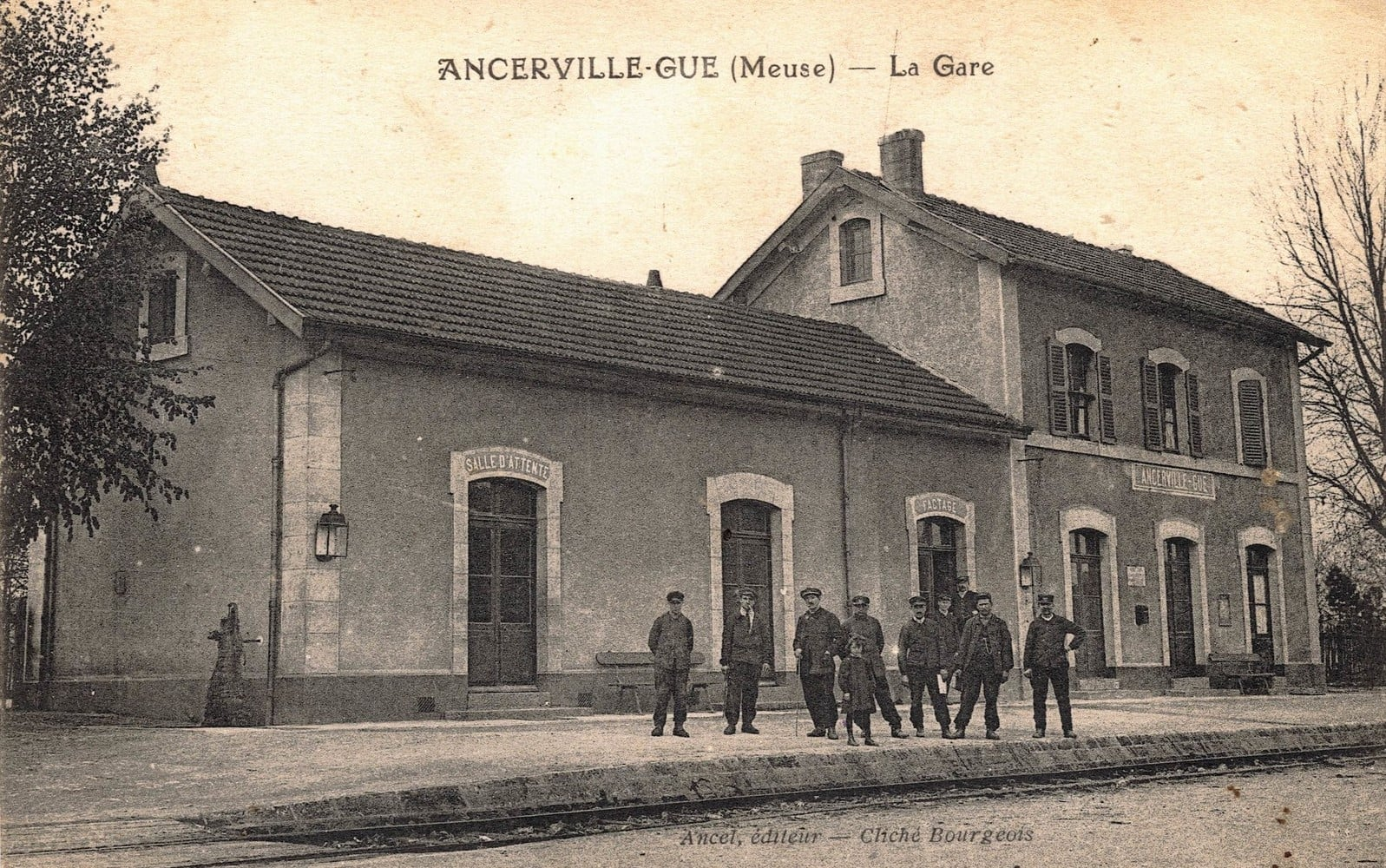
Bahnhof Ancerville-Guë (um 1910)

Im Ortsteil Guë am südwestlichen Rand der Gemeinde hatte Ancerville einen Bahnhof an der Bahnstrecke Blesme-Haussignémont–Chaumont, die im entsprechenden Abschnitt am 17. Juli 1855 von der Compagnie des chemins de fer de l’Est eröffnet wurde. 1882 kam von dort eine Zweigstrecke nach Savonnières hinzu, die 1885 bis Menaucourt verlängert wurde. Auf der Bahnstrecke Guë–Menaucourt wurde bereits 1932 der Personenverkehr eingestellt, 1970 endete auch der Güterverkehr. Die zweigleisige Hauptstrecke wurde 1971 elektrifiziert. Heute sind die Bahnanlagen weitgehend abgebaut, selbst die Regionalzüge des TER Grand Est durchfahren die Station aktuell ohne Halt. Nächster Bahnhof ist Saint-Dizier in rund fünf Kilometer Entfernung.
Durch Ancerville führte einst die Nationalstraße N 4, mittlerweile verläuft sie, autobahnähnlich ausgebaut, auf neuer Trasse nördlich und westlich um den Ort herum.

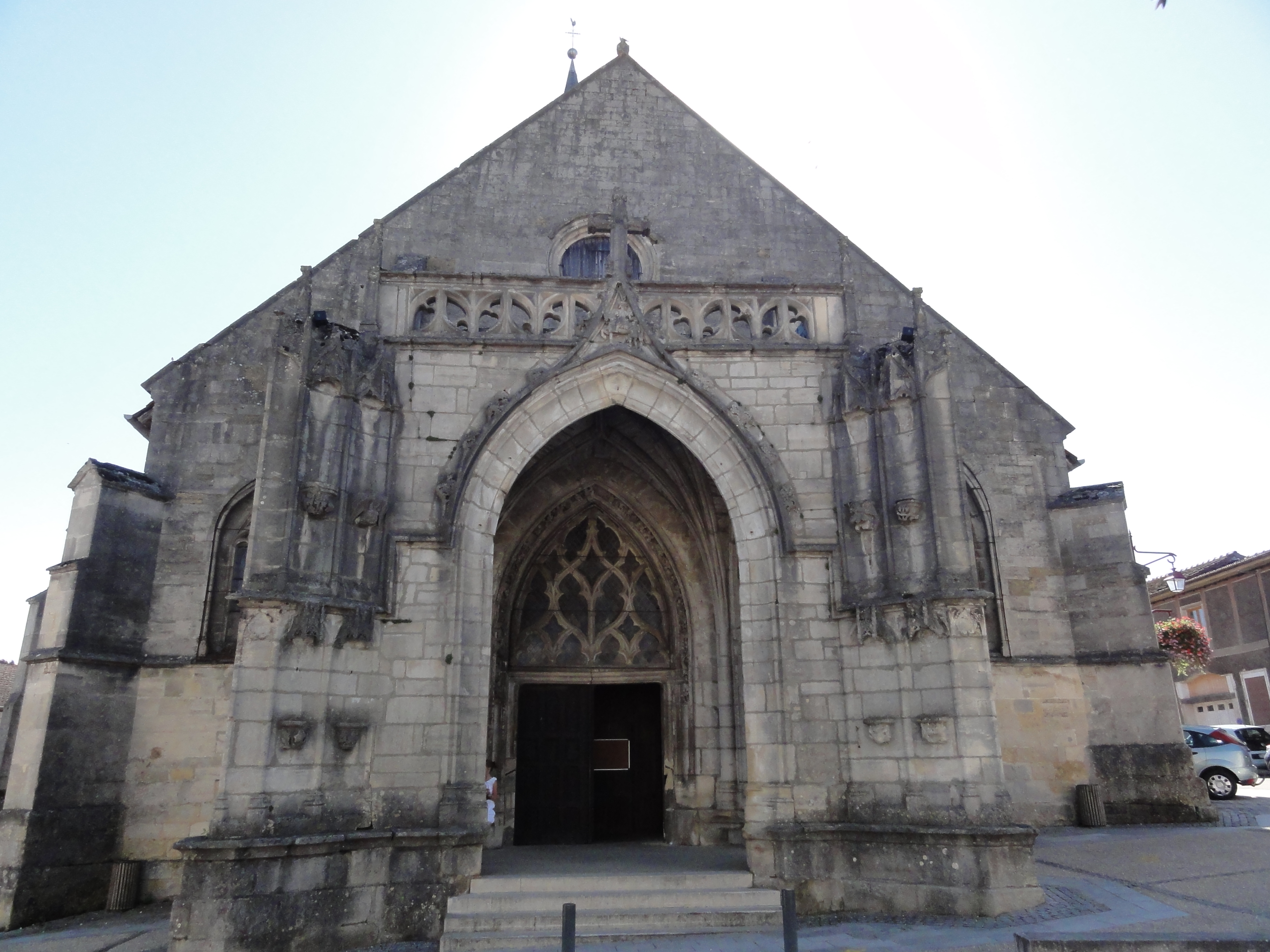
Kirche Saint-Martin
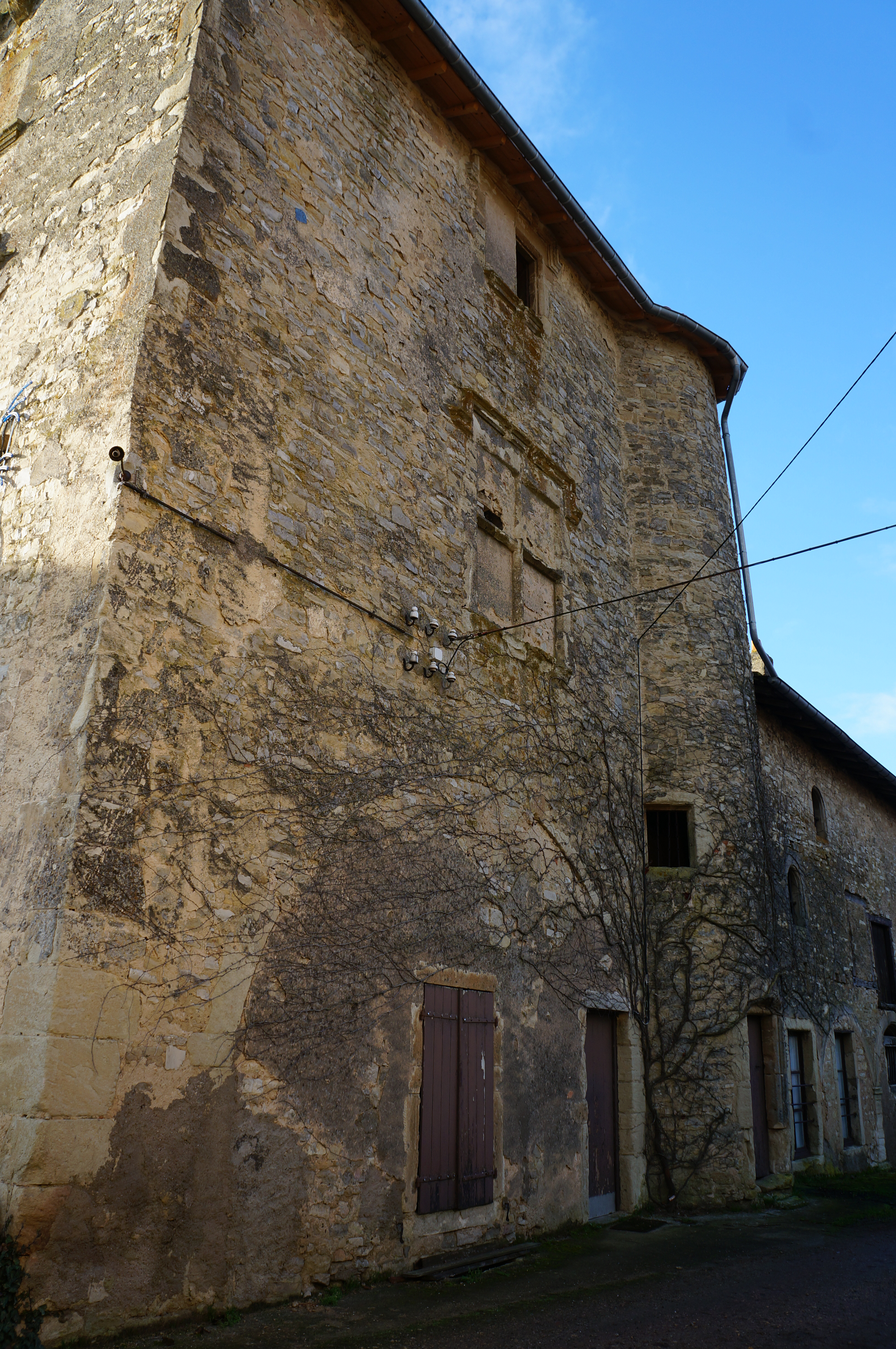
Schloss Ancerville
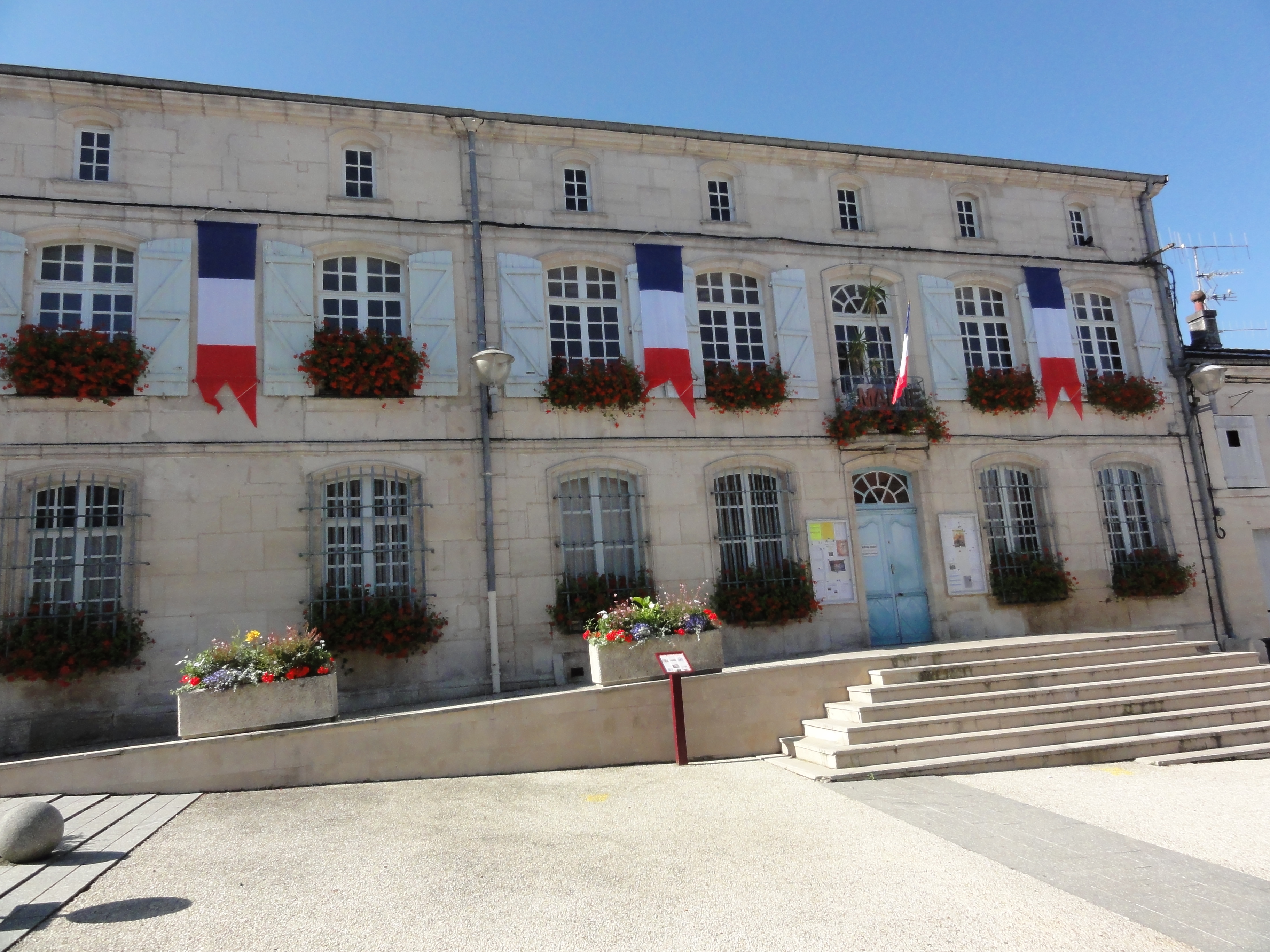
Mairie (Rathaus)
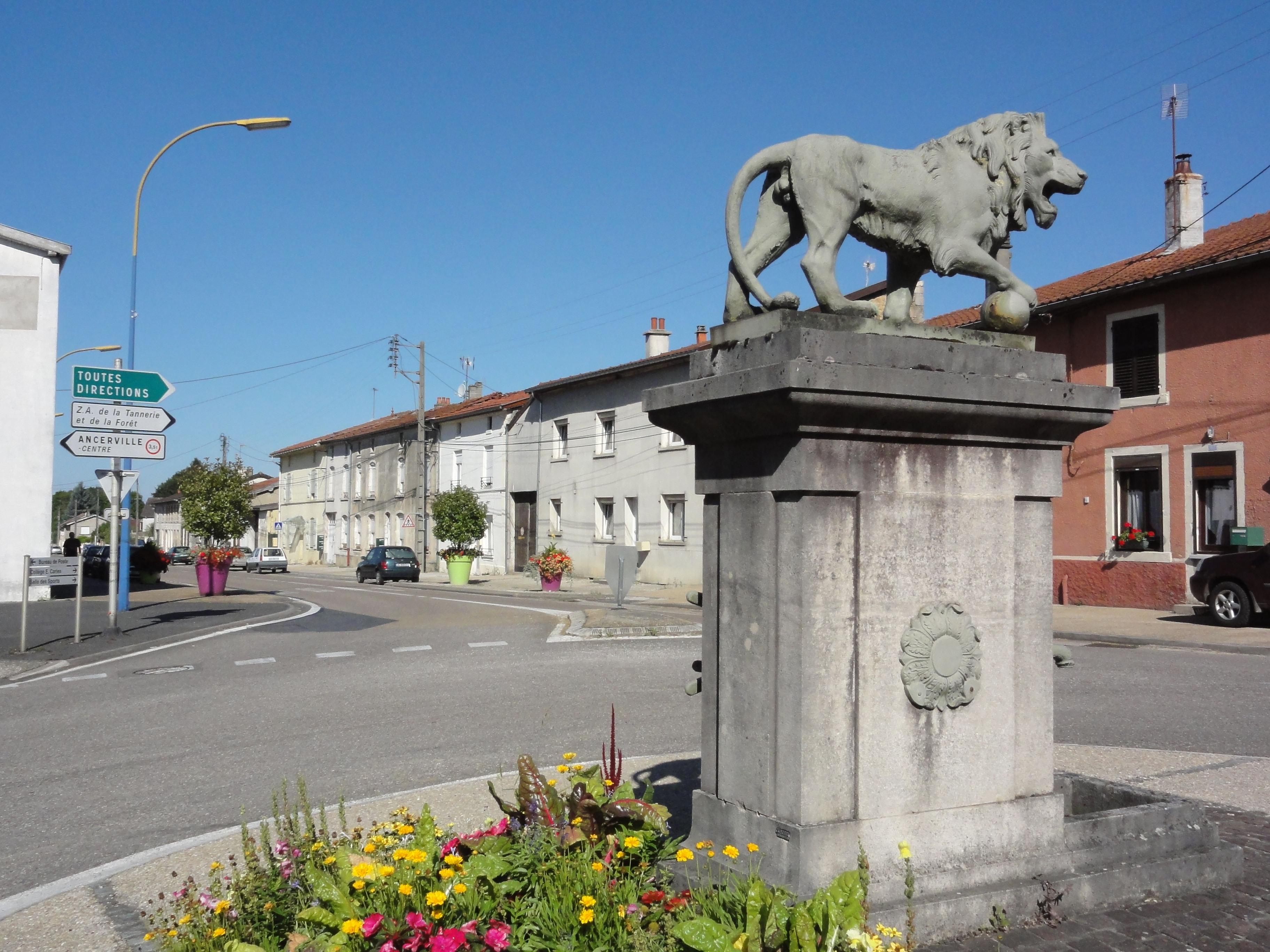
Löwenbrunnen, Blick in die Rue de Saint-Dizier